# Bitwa o Wlorę (1920)
Bitwa o Wlorę (alb. Lufta e Njëzetes) – decydujące starcie w wojnie o niepodległość Albanii, stoczone pomiędzy wojskami włoskimi pod dowództwem gen. Settimo Piacentiniego a powstańcami albańskimi pod przywództwem Qazima Koculiego pomiędzy 4 czerwca a 23 lipca 1920 roku.

## Geneza konfliktu
Po zakończeniu I wojny światowej ziemie albańskie były okupowane przez wojska francuskie, greckie, włoskie i serbskie. Południowo-zachodnia i zachodnia część kraju znajdowała się pod kontrolą Włochów, którzy próbowali przejąć kontrolę nad odtwarzającymi się strukturami państwa albańskiego. Główną bazę wojsk włoskich stanowiło nadbrzeżne miasto Wlora. Grupa patriotów albańskich powołała w 1920 roku Narodowy Komitet Obrony, który formalnie niezależny od władz w Tiranie miał doprowadzić do usunięcia Włochów z terytoriów albańskich. 3 czerwca powstańcy skierowali ultimatum do gen. Settimo Piacentiniego, dowodzącego garnizonem Wlory, domagając się opuszczenia Wlory i okolicznych miejscowości przez oddziały włoskie w ciągu 24 godzin. Wobec braku odpowiedzi, 4 czerwca włoskie okręty ostrzelały powstańców, koncentrujących się wokół miasta.

## Siły obu stron
Główne siły włoskie zgromadzono w rejonie Wlora – Kanina. Dowódcą 36. Dywizji Piechoty stacjonującej we Wlorze był gen. Emanuele Pugliese. On też podjął decyzję o ufortyfikowaniu okolic miasta, w obawie przed ewentualnym atakiem. W mieście znajdowała się także 157. bateria artylerii górskiej, batalion strzelców alpejskich, a także karabinierzy dowodzeni przez gen. Enrico Gottiego. W Gjormi rozlokowano kompanię karabinów maszynowych, w Tepelenie baterię artylerii i oddział karabinierów. Mniejsze jednostki stacjonowały w Llogora, Himarze i Selenicy. W okolicach Zatoki Wlorskiej znajdowało się sześć włoskich okrętów wojennych ("San Mario", "Bruceti", "Dulio", "Alkina", "Orion", "Arcione").
Zgromadzone we wsi Baçalla siły powstańcze zostały podzielone na 5 odrębnych oddziałów (czet). Liczące początkowo 200-300 powstańców czety szybko się rozrastały. Docierający w okolicach Wlory ochotnicy byli dołączani do istniejących już czet. Dowództwo nad całością sił powstańczych objął Ahmet Lepenica, a sprawami politycznymi kierował Qazim Koculi.

## Przebieg bitwy
Już pierwsze uderzenie powstańców w nocy z 4 na 5 czerwca przyniosło wymierne sukcesy. Do niewoli dostało się 35 oficerów włoskich, w tym pułkownik Michele Cavallo. Po rozbiciu niewielkich jednostek włoskich w okolicach Wlory, 11 czerwca skoncentrowane w Beuni siły powstańcze zaatakowały z kilku stron miasto, bronione przez dwie dywizje włoskie, mające wsparcie 200 dział i okrętów wojennych. Próba wystąpienia zbrojnego w samym mieście została szybko stłumiona przez Włochów.
Walki trwały dwa dni. Z powodu strajku dokerów w portach włoskich garnizon Wlory nie otrzymał wsparcia i zaopatrzenia, a część żołnierzy włoskich w Albanii chorowała na malarię. 26 czerwca doszło do buntu w 11 pułku bersaglieri, stacjonującym w Ankonie, który odmówił wyjazdu do Albanii. W czasie walk z Albańczykami zginął dowódca karabinierów – gen. Enrico Gotti. 
Po przerwie walki wznowiono w lipcu 1920. 23 lipca oddziały powstańcze wdarły się do miasta, ale dowódca włoski zagroził zbombardowaniem i zniszczeniem centrum miasta. Powstańcy wycofali się, a dowództwo włoskie zgodziło się na podjęcie rokowań z rządem albańskim. Wcześniej władze w Tiranie odmawiały przyjęcia odpowiedzialności za działania powstańców twierdząc, że nie miały na nie wpływu. Do Tirany udał się negocjator – ks. Gaetano Manzoni, który 2 sierpnia podpisał tzw. protokół tirański. 5 sierpnia zakończyły się działania wojenne.

## Skutki bitwy
Włosi zobowiązali się ewakuować swoje oddziały z Albanii do 2 września 1920 roku (z wyjątkiem wyspy Sazan). Dzień później do miasta wkroczyły oddziały powstańcze. Bitwa o Wlorę stanowiła kluczowy moment w działaniach zbrojnych na rzecz odzyskania pełnej niepodległości przez Albanię. Traktat z Włochami był zarazem pierwszym układem międzynarodowym, podpisanym przez władze albańskie. Zwycięstwo umożliwiło przywrócenie granic z 1913 roku i pełne uznanie mocarstw dla albańskiej niepodległości.